# The Elephant Man's Alarm Clock
The Elephant Man's Alarm Clock è il diciassettesimo album in studio del chitarrista statunitense Buckethead, inizialmente pubblicato il 17 febbraio 2006 e successivamente pubblicato l'8 maggio 2006 dalla TDRS Music.

## Tracce
Musiche di Buckethead e Dan Monti.
1. Thai Fighter Swarm – 2:32
2. Final Wars – 4:08
3. Baseball Furies – 2:38
4. Elephant Man's Alarm Clock – 3:21
5. Lurker at the Threshold Part 1 (Inspired by H.P. Lovecraft) – 3:51
6. Lurker at the Threshold Part 2 – 2:05
7. Lurker at the Threshold Part 3 – 2:12
8. Lurker at the Threshold Part 4 – 1:31
9. Oakridge Cake (Tribute to Kool Keith) – 3:28
10. Gigan – 2:29
11. Droid Assembly – 3:14
12. Bird with a Hole in the Stomach – 4:47
13. Fizzy Lipton Drinks – 10:58

## Formazione
- Buckethead – chitarra
- Dan Monti – basso, missaggio[1]